# لورانس ك. فرانك
لورانس ك. فرانك (بالإنجليزية: Lawrence K. Frank)‏ هو عالم اجتماعي أمريكي، ولد في 6 ديسمبر 1890، وتوفي في 23 سبتمبر 1968.